# Opel OSV 40
 (octobre 2024).
L’Opel OSV 40 était une étude de véhicule réalisée par Adam Opel AG qui visait à améliorer la sécurité des voitures particulières. Les développeurs ont mis en œuvre plusieurs idées sur et dans le véhicule. Les concepteurs ont baptisé le véhicule d’essai selon le concept «Opel Safety Vehicle», ou OSV en abrégé. Le numéro 40 signifiait que la voiture était particulièrement bien conçue pour un accident de la route à des vitesses allant jusqu’à 40 miles par heure.

## Le développement de l’Opel OSV 40
Au début des années 1970, la protection des passagers des véhicules n’était pas encore bien développée. Les fonctionnalités telles que les airbags, l’ESP et l’ABS étaient loin d’être standard. Les nouvelles réglementations de sécurité aux États-Unis ont amené les fabricants à repenser. Un prototype a donc été développé pour la deuxième conférence ESV (Internal Technical Conference on the Enhanced Safety of Vehicles), au cours de laquelle de nouveaux concepts de sécurité ont été testés. La base de l’OSV était la plate-forme de l’Opel Kadett C, fabriquée depuis 1973. Cependant, la carrosserie a été profondément modifiée dans un souci de sécurité accrue.

## Les évolutions sur l’OSV 40
Le concept de l’OSV 40 consistait essentiellement à développer des zones de déformation efficaces. À cet effet, de nombreuses cavités ainsi que des longerons et des pare-chocs ont été recouverts de mousse de polyuréthane. Il y avait également des pare-chocs en matière plastique souple à l’avant qui pouvaient absorber des impacts jusqu’à 8 km/h et survivre sans dommage. À l’intérieur, les surfaces en tôle et le tableau de bord étaient également recouverts de mousse, destinée à protéger les occupants en cas de collision. Les appui-tête des sièges avant étaient reliés au toit, ce qui ajoutait de la stabilité et remplaçait un arceau de sécurité. Les ceintures de sécurité des sièges avant étaient équipées de prétensionneurs. Les dossiers des sièges avant étaient larges et tirés vers l’avant pour éviter une collision entre le conducteur et le passager avant en cas de collision latérale. Un nouveau concept d’éclairage a été utilisé. Les feux stop arrière ont été relevés pour augmenter la visibilité à distance.

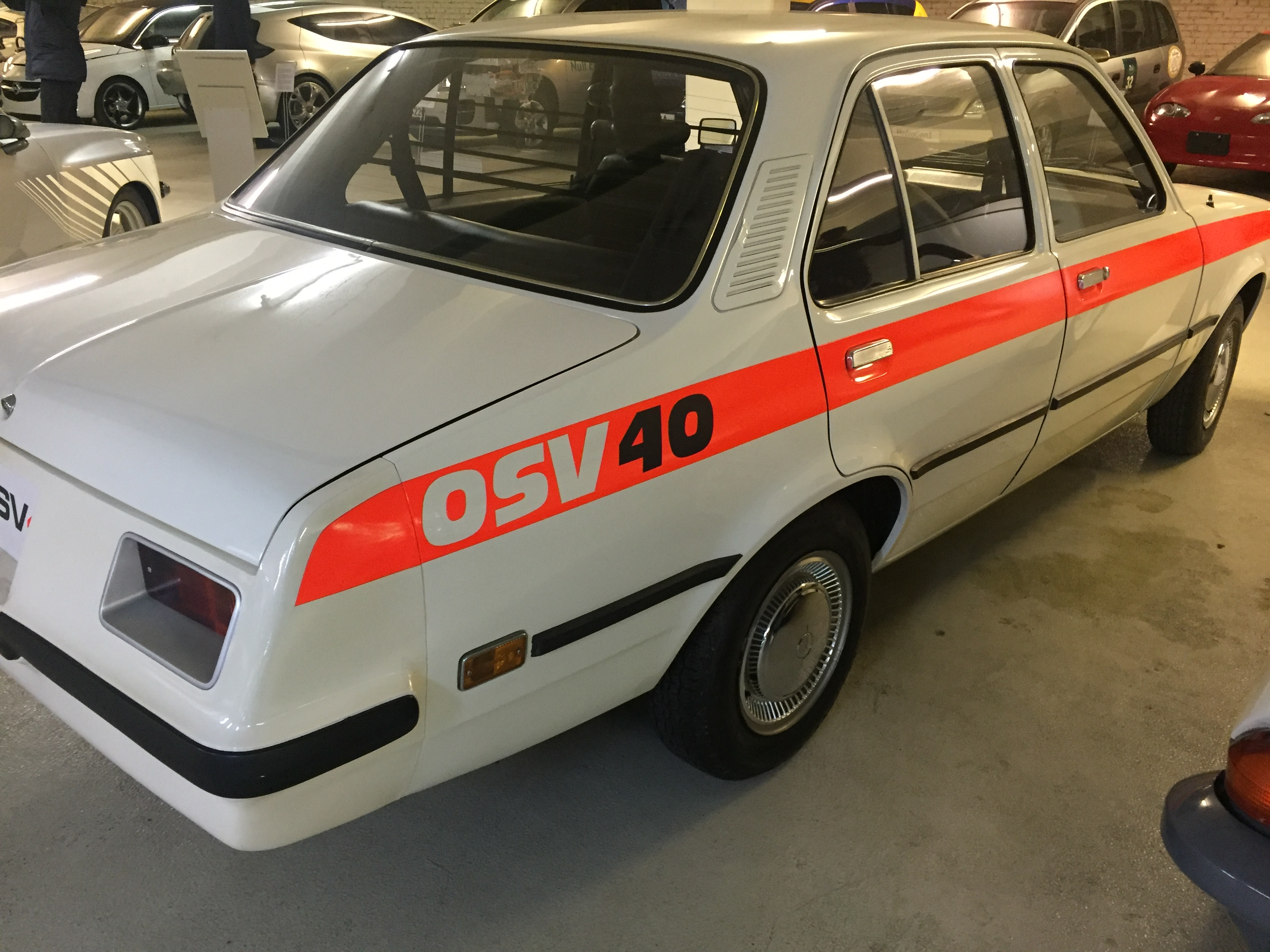
Vue latérale (droite)
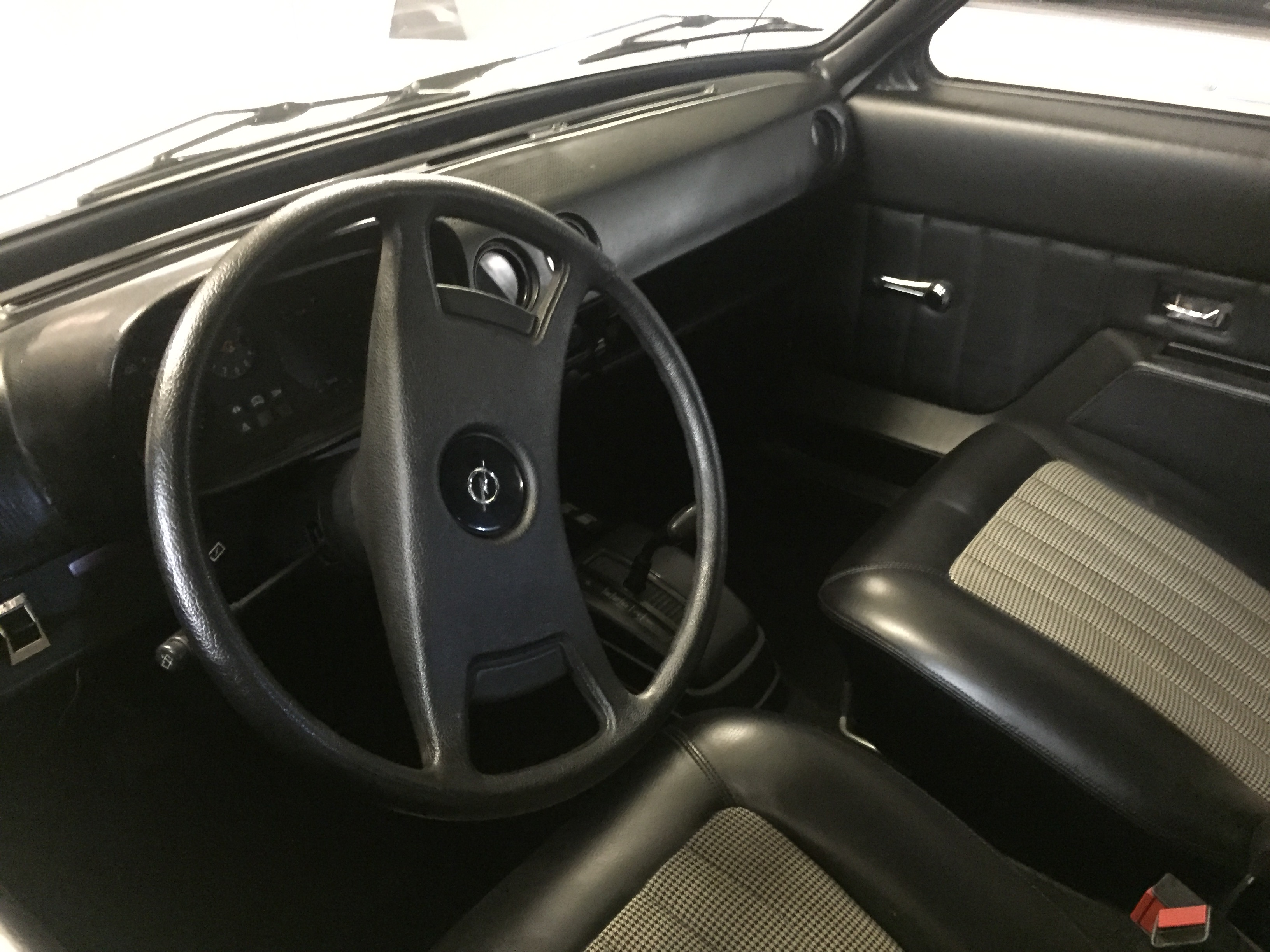
Vue du tableau de bord
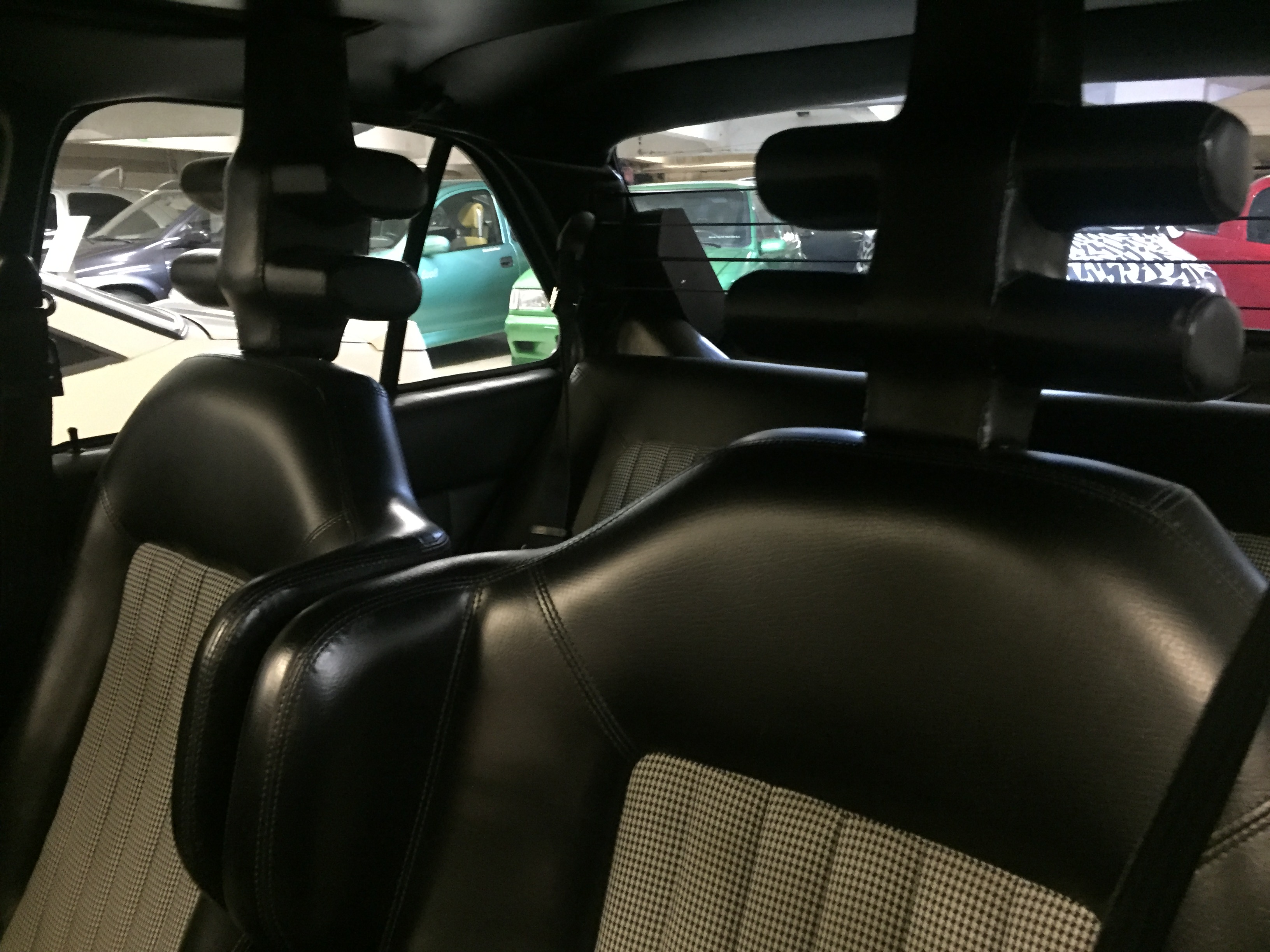
Vue intérieure

## Suite de l’OSV 40
L’OSV a obtenu des résultats supérieurs à la moyenne lors du test de collision. En cas de collision à 65 km/h, les quatre portes pouvaient encore être ouvertes. Certaines caractéristiques de l’Opel OSV 40 ont également été produites en série sous une forme modifiée, notamment les prétensionneur de ceinture et le développement ultérieur de zone de déformation cohérente. Cependant, la mousse plastique a l’intérieur du tableau de bord a été remplacé par un airbag. En termes de design, l’OSV a été recyclé par la société sœur d’Opel, Vauxhall. Ils ont utilisé les lignes avant et latérales dans la conception de la Chevette, produite en série au Royaume-Uni. Un prototype de l’Opel OSV 40 fait désormais partie de la collection de l’usine de l’entreprise à Rüsselsheim am Main.

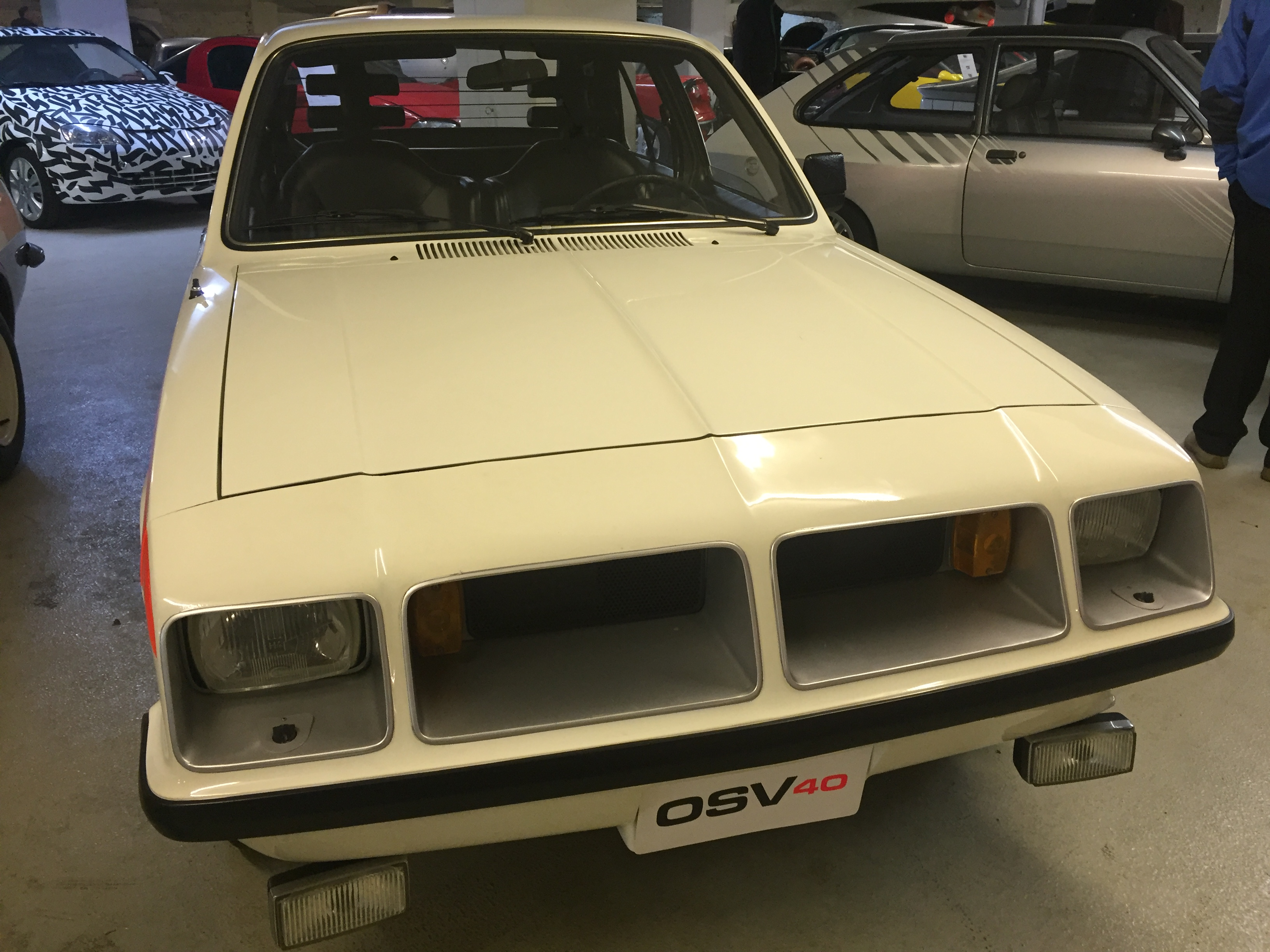
Vue avant
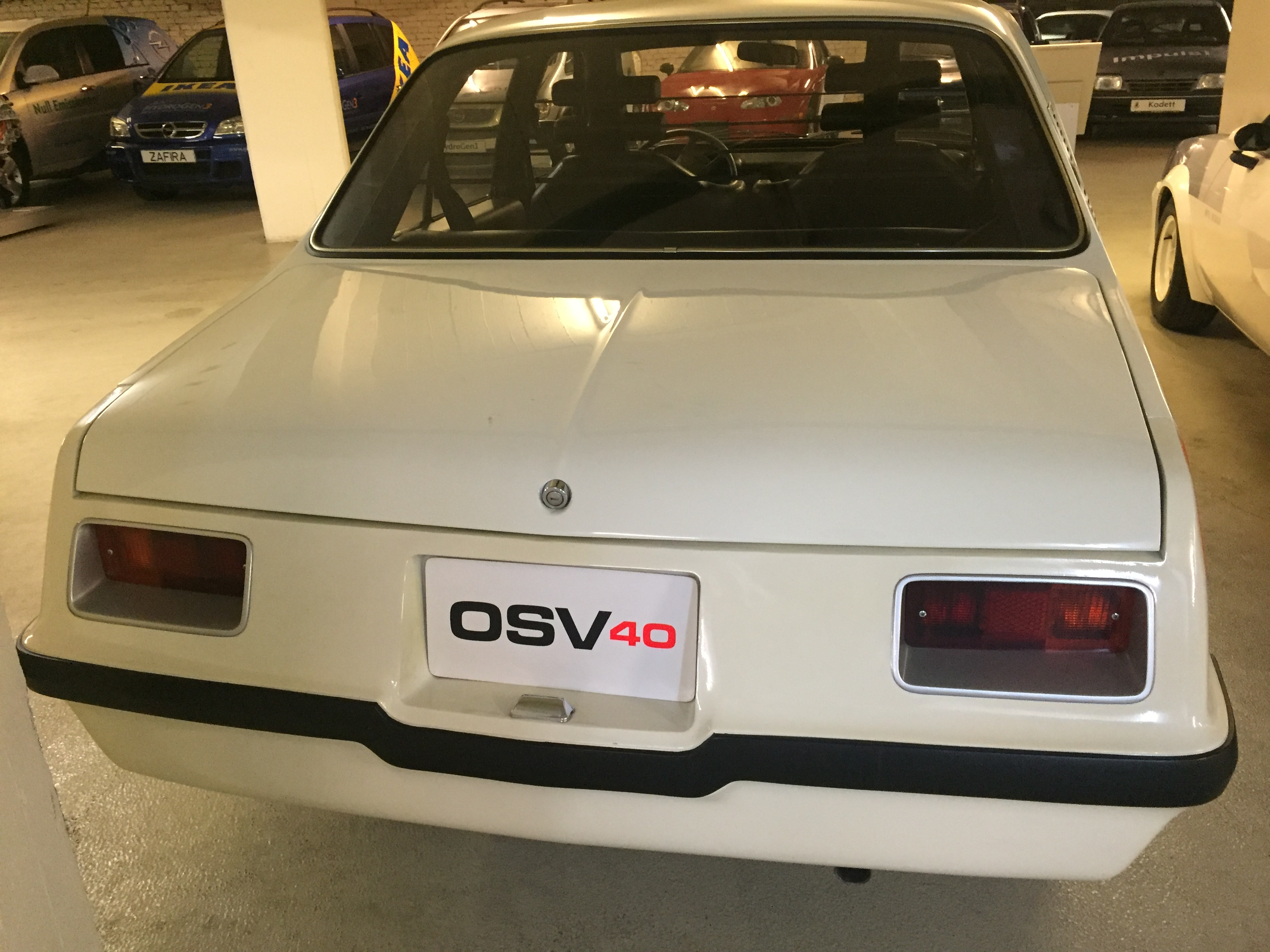
Vue arrière